# Pilot (Glee)
«Pilot» —en español: «Piloto»— es el episodio piloto de la serie de televisión Glee, estrenado por Fox el 19 de mayo de 2009. Una versión extendida del director fue emitida el 2 de septiembre del mismo año, una semana antes de la emisión del segundo episodio, «Showmance». La serie se centra en el coro del ficticio instituto William McKinley, en la ciudad de Lima, Ohio. El episodio piloto cubre la formación de dicho grupo e introduce a los personajes principales: el profesor de español Will Schuester (Matthew Morrison) y su esposa Terri (Jessalyn Gilsig), la entrenadora de las animadoras Sue Sylvester (Jane Lynch), la orientadora estudiantil del instituto Emma Pillsbury (Jayma Mays), y los estudiantes Rachel Berry (Lea Michele), Finn Hudson (Cory Monteith), Kurt Hummel (Chris Colfer), Mercedes Jones (Amber Riley), Artie Abrams (Kevin McHale), Tina Cohen-Chang (Jenna Ushkowitz), Noah "Puck" Puckerman (Mark Salling) y Quinn Fabray (Dianna Agron). El episodio fue dirigido por el creador de la serie, Ryan Murphy, y escrito por él mismo junto con Brad Falchuk e Ian Brennan.
El episodio alcanzó las cifras de 9,619 millones de espectadores en su primera emisión y 4,2 millones en la versión del director. Las reacciones de la crítica especializada estuvieron repartidas entre buenas y malas, destacando algunos comentarios que señalaban la poca originalidad del episodio, su imperfección e inverosimilitud, y el estereotipado de los personajes, así como elogios a sus toques cómicos y presentaciones musicales.

## Trama
El profesor de español Will Schuester (Matthew Morrison) recibe la noticia de que a Sandy Ryerson (Stephen Tobolowsky), el jefe del coro del instituto William McKinley, ha sido despedido debido a un comportamiento inadecuado con sus alumnos masculinos. El director del instituto, Figgins (Iqbal Theba), da a Will permiso para dirigir el coro y él planea revitalizarlo, llamando al grupo New Directions. Tras las audiciones iniciales, el coro pasa a estar formado por: Rachel Berry, una chica hambrienta de fama (Lea Michele), la diva Mercedes Jones (Amber Riley), Kurt Hummel (Chris Colfer), el guitarrista parapléjico Artie Abrams (Kevin McHale) y la gótica tartamuda Tina Cohen-Chang (Jenna Ushkowitz). Los esfuerzos de Will son ridiculizados por Sue Sylvester (Jane Lynch), jefa del triunfante equipo de animadoras del instituto, mientras que su esposa Terry (Jessalyn Gilsig) tampoco lo apoya y le sugiere que se haga contable para aumentar sus ganancias. Rachel amenaza con dejar el coro si Will no encuentra a un cantante masculino con un talento comparable al suyo. Cuando Will intenta reclutar a miembros del equipo de fútbol americano, descubre que el quarterback Finn Hudson (Cory Monteith) tiene talento para el canto. Will pone marihuana en la taquilla de Finn y le chantajea diciendo que no se lo dirá a nadie si entra en el coro. Finn, decidido a no decepcionar a su madre enviudada, obedece.
Will lleva al grupo a ver actuar a Vocal Adrenaline, un coro rival. Los acompaña Emma Pillsbury (Jayma Mays), la orientadora misofóbica del instituto, que quiere a Will en secreto. Vocal Adrenaline realiza una interpretación impresionante del tema «Rehab» de Amy Winehouse, que deja a New Directions preocupados sobre sus posibilidades en la competición regional de coros. Cuando Will vuelve de la actuación, Terry le cuenta que está embarazada y él cree que tiene que apoyar a su familia, por lo que dimite en la dirección del coro y solicita un trabajo como contable. Finn es atacado por el equipo de fútbol por estar en el coro y al principio decide dejar el club. No obstante, cuando sus compañeros atrapan a Artie en un baño portátil al que quieren volcar, Finn rechaza participar y ayuda a Artie a salir del baño. Finn pide perdón a los miembros del coro y el grupo decide seguir sin Will. Emma impulsa a Will a reconsiderar su decisión de marcharse y cuando ve a los chicos del coro interpretando «Don't Stop Believin'» decide quedarse, diciendo que no soportaría verlos ganar el concurso nacional sin él.

## Producción

### Concepto
Glee ha sido creada por Ryan Murphy, Brad Falchuk e Ian Brennan. Murphy se inspiró en su propia infancia, ya que interpretó el papel principal en todos los musicales de su instituto. Brennan y el productor Mike Novick también estaban muy involucrados en los clubes de sus propias escuelas.  Brennan originalmente escribió un guion para una película de Glee sobre la base de sus propias experiencias en el "Prospect High School" (Illinois), pero Murphy creyó que el concepto funcionaría mejor como una serie de televisión. La cadena Fox solicitó el piloto de la serie a las quince horas de recibir el guion. Murphy atribuye esto, en parte, al éxito de American Idol en la cadena, al comentar:
. Glee se filma en Ohio. A pesar de establecerse en esa ciudad, el show es filmado en los Estudios Paramount en Hollywood.
Aunque Glee ha sido comparada con la serie High School Musical, Murphy ha comentado que nunca ha visto High School Musical, y que su interés radica en la creación de un "musical postmoderno", en lugar de "hacer un espectáculo donde la gente se lance a cantar". Murphy pretende que el espectáculo sea una forma de escapismo Explicó: "Hay tantas cosas en televisión ahora mismo sobre personas con armas, o de ciencia ficción, o sobre abogados. Glee pertenece a un género diferente, no hay nada parecido emitiéndose por la internet ni por televisión. Todo es tan oscuro en el mundo en este momento, por eso American Idol funcionó." Con respecto a la audiencia de Glee, Murphy lo concibió para que sea un espectáculo familiar que pudiera atraer tanto a los adultos como a los niños, con personajes adultos actuando al mismo nivel de los protagonistas adolescentes.

### Elenco

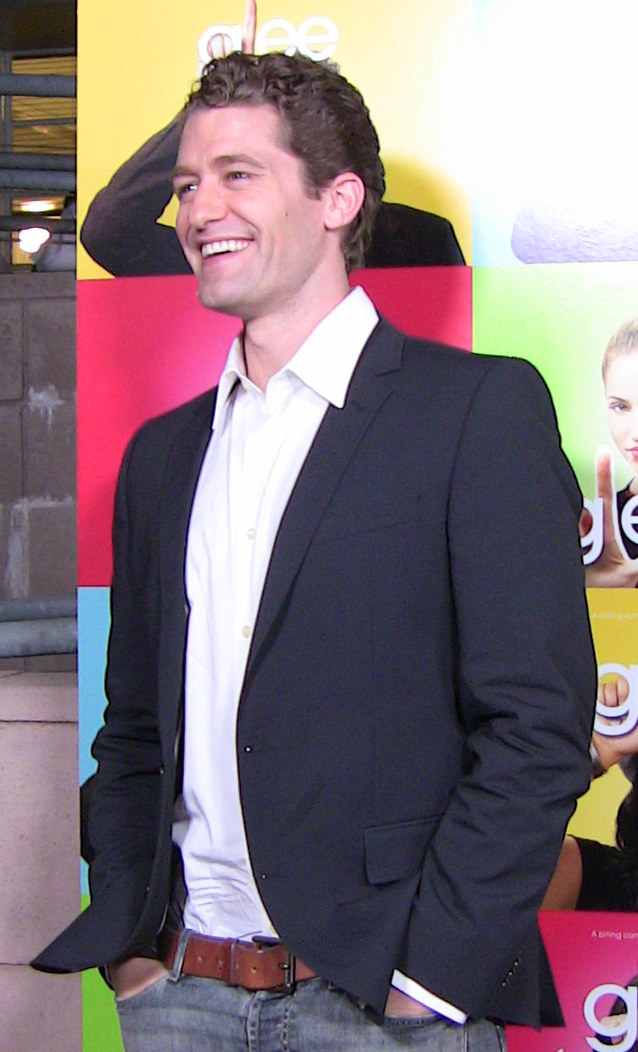
Morrison fue visto por Murphy en las obras de teatro Hairspray y The Light in the Piazza.

En lugar de utilizar tradicionales audiciones de la televisión, Murphy pasó tres meses en Broadway, donde encontró a Morrison, quien previamente había protagonizado Hairspray y The Light in the Piazza, Michele protagonista de Spring Awakening y Ushkowitz protagonista de The King and I. El personaje de Rachel fue escrito especialmente para Lea Michele. Chris Colfer no tenía ninguna experiencia profesional previa, pero le recordó a Ryan el personaje de Kurt del musical The Sound of Music. Él se presentó al casting interpretando el papel de Artie, que luego lo interpretó el actor Kevin McHale, con la canción «Mr. Cellophane», sin embargo Murphy quedó tan impresionado con su personalidad extrovertida y divertida, que al final decidió crear el papel de Kurt por él.
Mays audicionó con la canción «Touch-a, Touch-a, Touch-a, Touch Me» de The Rocky Horror Show, mientras que Monteith interpretó «Can't Fight This Feeling» de REO Speedwagon. McHale provenía de una banda a comparación de ellos e interpretó la canción «Let It Be» junto a Colfer y Ushkowitz. Lynch fue pensada originalmente para ser una estrella invitada, pero se convirtió en actriz principal.

### Música
En el episodio aparecen diversas versiones de canciones interpretadas por los propios personajes. Ryan Murphy comentó que su interés radicó en crear «una especie de musical posmoderno» y no «una serie donde la gente se pone a cantar», por lo que todos los segmentos musicales adoptaron o bien el formato de ensayos o actuaciones, o bien una fantasía en la cabeza de alguno de los personajes. Además citó la película Chicago (2002) como inspiración para el formato y el programa American Idol.
Las canciones interpretadas en el capítulo son «Where is Love?» de Oliver!, la canción de Aretha Franklin «Respect», «Mister Cellophane» de Chicago, «I Kissed a Girl» de Katy Perry, «On My Own» del musical Les Misérables, «Sit Down, You're Rockin' the Boat» de Guys and Dolls, «You're the One That I Want» de Grease, «Can't Fight This Feeling» de REO Speedwagon, «Rehab" de Amy Winehouse, «Don't Stop Believin'» y «Lovin', Touchin', Squeezin» por Journey.
«Can't Fight This Feeling», «On My Own», «Don't Stop Believin'» y «Rehab» fueron lanzados como sencillos para descarga digital. «On My Own» alcanzó el puesto número 42 en Irlanda y 73 en el Reino Unido, y "Can't Fight This Feeling" se posicionó en el puesto 117 en el Reino Unido, "Rehab" se ubicó en el puesto 93 en Australia, 38 en Irlanda, 62 en el Reino Unido y 98 en América. «Don't Stop Believin'» alcanzó el puesto 2 en el Reino Unido, 4 en Estados Unidos, 50 en Canadá, 5 en Australia, 4 en Irlanda y 16 en Nueva Zelanda. 177 000 copias se cormecializo en Estados Unidos en su primera semana, la versión de Glee vendió unas 500 000 copias en los Estados Unidos en octubre de 2009; en marzo de 2011, obtuto la certificación de platino en Australia.

## Recepción

### Audiencia
Durante su emisión original «Pilot» fue visto por 9 619 millones de televidentes en Estados Unidos. Se estrenó fue de 12 518 millones, cayendo después de la primera media hora del primer lugar quedando en tercero, se mantuvo con una audiencia de 8 917 millones de espectadores. El episodio quedó decimocuarto puesto en la programación, y fue el cuarto programa más visto en la cadena Fox dentro de la semana. Recibió una cuota en pantalla de 3,9/7 dentro de la franja demográfica de 18 a 49. La versión cortometraje del director alcanzó 4,2 millones de espectadores, y obtuvo una cuota en pantalla de 1.8/5 dentro de la franja demográfica de 18 a 49. El episodio fue el decimonoveno programa más visto en Canadá con 1,04 millones de espectadores. La película fue vista por 278 000 espectadores en el Reino Unido, una audiencia del 1,3%, y en otro 100 000 en Timeshift, una cuota de 0,6%. El cortometraje de la película fue transmitido el 11 de enero de 2010, seguido por «Showmance», y fue visto por 1 ,76 millones de espectadores, convirtiéndose en lo más visto en la cadena E4, y el programa más visto en cable.

### Críticas

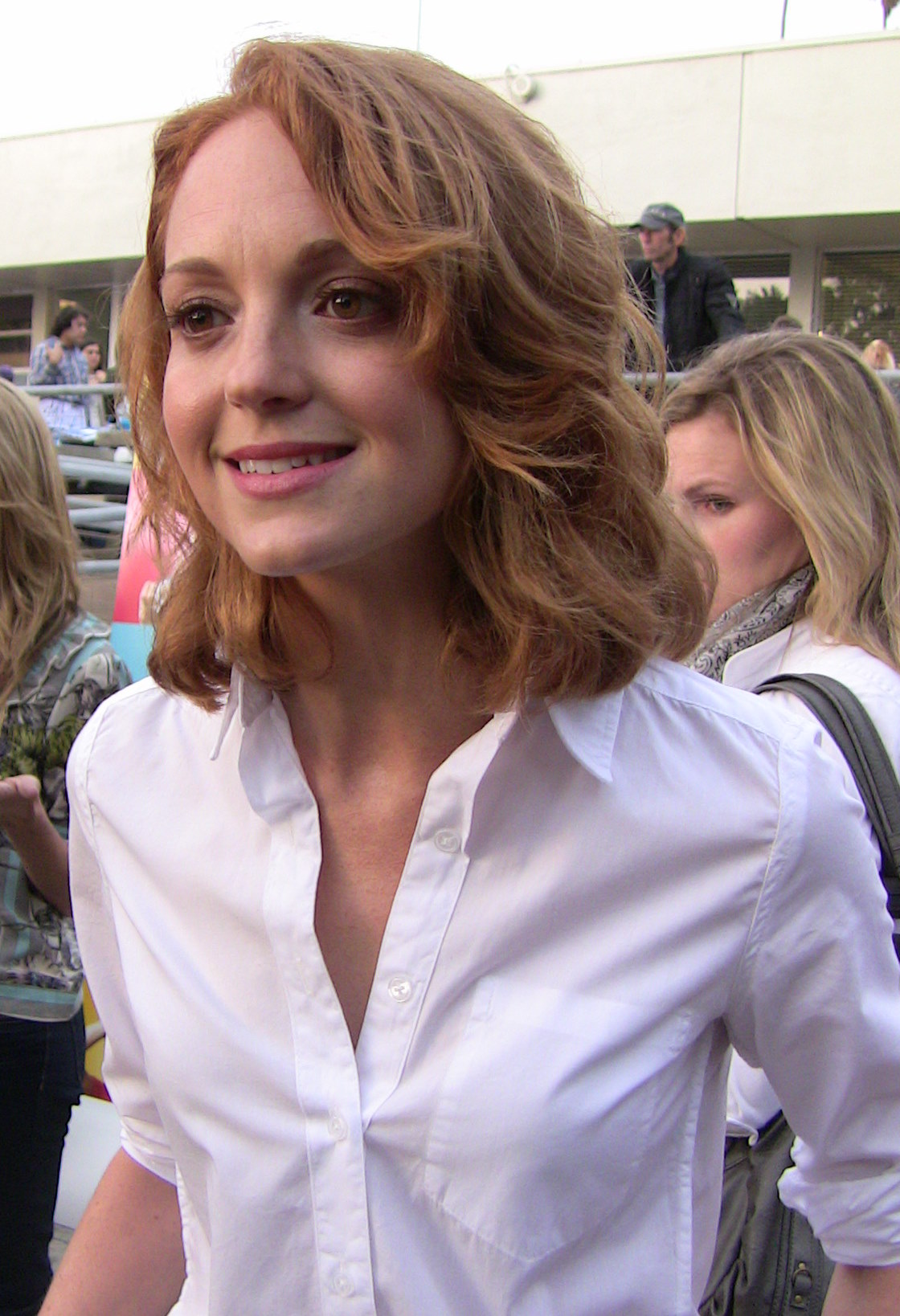
Brian Lowry de Variety opinó que el personaje Mays como Emma ofreció un "rescate modesta" a un elenco adulto «excesivo y cómico».

Glee recibió una puntuación de Metacritic de 77 sobre 100 críticos en su primera temporada, basándose en sus comentarios de un total de dieciocho críticos. Ken Tucker de Entertainment Weekly le dio al episodio un «A», se planteó la pregunta: «¿Hubo alguna vez un programa de televisión más bien llamado Glee alguna vez una representación la cual tenga exactamente esa calidad?». Glee ocupó el primer lugar en las red social Twitter en la noche de su emisión inicial. Alessandra Stanley del New York Times calificó el espectáculo «felizmente poco original de un modo ingenioso e imaginativo», diciendo que los personajes son «arquetipos de la escuela secundaria», pero señaló «un fuerte pulso ironíco eso no disminuye la identidad de los personajes». David Hinckley de The Daily News escribió que el espectáculo «no es casi perfecto», pero «tiene personajes agradables, un buen sentido del humor y un toque muy hábil con la música». Llamó el episodio piloto «no muy elogiable», pero «potencialmente conmovedor», la expresión en las elecciones musicales: «el dúo de "You're the One That I Want" de Grease puede ser un poco obvio, pero el establecimiento de una rutina de baile en grupo para la canción "Rehab" de Amy Winehouse muestra un poco de inspiración. Si Glee puede sostener la nota sigue siendo ingonarado sin una respuesta. Pero por lo menos valdrá la pena verlo". Robert Bianco de USA Today evaluó: «Hay mucho gusto aquí: la exuberancia de los números musicales, la picadura de la comedia y de la alegría de ver algo diferente. Tiene problemas de combinación y de tono, pero tiene todo el verano para solucionarlos».
David Zurawik de Baltimore Sun fue crítico de la caracterización y la comedia en la serie, pero quedó impresionado por la puesta en escena de «Don't Stop Believin», que calificó de «subida e inspirador que casi redime todos los estereotipos y humor deformes que vienen anteriormente. Aprieto los dientes como lo hice en la forma unidimensional con mi cabeza hueca podría vivir escribiendo, sin embargo voy a estar de vuelta para el comienzo de esta serie en el otoño debido a su esfuerzo musical». Tom Jicha para The Sun Sentinel igualmente reclamo el episodio que: «una puntuación animada y artistas que apelan tanto compensan los personajes excesivamente familiares y direccionados», mientras que Rob Owen para el Pittsburgh Post-Gazette comento: «Es la música que hace a Glee una satisfacción alegre sin las cifras de producción de canto y baile, este piloto de Fox sería sólo otra comedia-drama desarrollada en una escuela secundaria».
Maureen Ryan del Chicago Tribune comentó que: «los dos mayores números musicales son tremendamente entretenidos. Están interpretados con energías distintas, y ponen en vergüenza a esos cánticos realizados por los participantes de American Idol», pero otra vez observó: «si va a funcionar como una comedia dramática irónica sobre el ambiente social y violento de la escuela secundaria es otra cosa». Por el reparto principal, Ryan dijo: «Matthew Morrison como Will Schuester [...] era una acierto;. el actor no sólo tiene una voz dulce, pero una esperanza decaida apaleado que le da un anclaje necesario para los elementos más satíricos de la serie Cory Monteith el mariscal de campo (Finn Hudson) el líder maduro mezclado con una ingenuidad y un gusto lamentable, y Lea Michele (Rachel Berry) no sólo tiene una voz increíble, pero se las arregla para hacer que su personaje, de diva malcriada, más que un estereotipo sin sentido del humor». Sin embargo, se mostró crítica con el personaje de Gilsig como Terri, calificándola como «lo peor de Glee» y añadiendo: según lo escrito por Murphy sobre el papel de Gilsig, el personaje es chillona, sin gracia y profundamente desagradable. Es como si Ryan no hubiese estado seguro de que la audiencia fuese a seguir a Will y la hazaña de su alocado club musical y entonces hubiese considerado la necesidad de darle al profesor una esposa gruñona e insoportable sacada del infierno". Mary McNamara en Los Angeles Times llamó a Glee «el primer espectáculo en mucho tiempo que es simplemente diversión a toda velocidad, sin necesidad de racionalizaciones del placer culpable». Elogió a Lynch en el papel de Sue, escribiendo que «lo unico bueno para ver Glee es el papel de Lynch», y afirmó que en general «la música, aunque no es para nada vanguardista, es enérgica y atractiva para una gran audiencia, como el espectáculo en sí mismo».